# Grand Prix Mexico City 2022
Grand Prix Mexico City 2022 (oficiálně Formula 1 Gran Premio de la Ciudad de México 2022) se jela na okruhu Autódromo Hermanos Rodríguez v Mexico City v Mexiku dne 30. října 2022. Závod byl dvacátým v pořadí v sezóně 2022 šampionátu Formule 1.

## Kvalifikace
| Poř.                       | No. | Jezdec           | Konstruktér           | Časy v kvalifikaci | Časy v kvalifikaci | Časy v kvalifikaci | Pořadí na startu |
| Poř.                       | No. | Jezdec           | Konstruktér           | Q1                 | Q2                 | Q3                 | Pořadí na startu |
| -------------------------- | --- | ---------------- | --------------------- | ------------------ | ------------------ | ------------------ | ---------------- |
| 1                          | 1   | Max Verstappen   | Red Bull Racing-RBPT  | 1:19.222           | 1:18.566           | 1:17.775           | 1                |
| 2                          | 63  | George Russell   | Mercedes              | 1:19.583           | 1:18.565           | 1:18.079           | 2                |
| 3                          | 44  | Lewis Hamilton   | Mercedes              | 1:19.169           | 1:18.552           | 1:18.084           | 3                |
| 4                          | 11  | Sergio Pérez     | Red Bull Racing-RBPT  | 1:19.706           | 1:18.615           | 1:18.128           | 4                |
| 5                          | 55  | Carlos Sainz Jr. | Ferrari               | 1:19.566           | 1:18.560           | 1:18.351           | 5                |
| 6                          | 77  | Valtteri Bottas  | Alfa Romeo-Ferrari    | 1:19.523           | 1:18.762           | 1:18.401           | 6                |
| 7                          | 16  | Charles Leclerc  | Ferrari               | 1:19.505           | 1:19.109           | 1:18.555           | 7                |
| 8                          | 4   | Lando Norris     | McLaren-Mercedes      | 1:19.857           | 1:19.119           | 1:18.721           | 8                |
| 9                          | 14  | Fernando Alonso  | Alpine-Renault        | 1:20.006           | 1:19.272           | 1:18.939           | 9                |
| 10                         | 31  | Esteban Ocon     | Alpine-Renault        | 1:19.945           | 1:19.081           | 1:19.010           | 10               |
| 11                         | 3   | Daniel Ricciardo | McLaren-Mercedes      | 1:20.279           | 1:19.325           |                    | 11               |
| 12                         | 24  | Čou Kuan-jü      | Alfa Romeo-Ferrari    | 1:20.283           | 1:19.476           |                    | 12               |
| 13                         | 22  | Júki Cunoda      | AlphaTauri-RBPT       | 1:19.907           | 1:19.589           |                    | 13               |
| 14                         | 10  | Pierre Gasly     | AlphaTauri-RBPT       | 1:20.256           | 1:19.672           |                    | 14               |
| 15                         | 20  | Kevin Magnussen  | Haas-Ferrari          | 1:20.293           | 1:19.833           |                    | 19               |
| 16                         | 47  | Mick Schumacher  | Haas-Ferrari          | 1:20.419           |                    |                    | 15               |
| 17                         | 5   | Sebastian Vettel | Aston Martin-Mercedes | 1:20.419           |                    |                    | 16               |
| 18                         | 18  | Lance Stroll     | Aston Martin-Mercedes | 1:20.520           |                    |                    | 20               |
| 19                         | 23  | Alexander Albon  | Williams-Mercedes     | 1:20.859           |                    |                    | 17               |
| 20                         | 6   | Nicholas Latifi  | Williams-Mercedes     | 1:21.167           |                    |                    | 18               |
| 107% času vítěze: 1:24.710 |     |                  |                       |                    |                    |                    |                  |
| Zdroj:                     |     |                  |                       |                    |                    |                    |                  |

Poznámky
1. ↑  Kevin Magnussen obdržel penalizaci 5 míst za překročení povoleného počtu náhradních komponent motoru.
2. ↑  Mick Schumacher a Sebastian Vettel zajeli stejný čas. Schumacher byl klasifikován před Vettelem, jelikož svůj čas zajel dříve.
3. ↑  Mick Schumacher a Sebastian Vettel zajeli stejný čas. Schumacher byl klasifikován před Vettelem, jelikož svůj čas zajel dříve.
4. ↑  Lance Stroll obdržel penalizaci 3 míst za způsobení kolize v předchozím závodu.

## Závod
| Poř.                                                               | No. | Jezdec           | Konstruktér           | Počet kol | Čas/Odstoupení  | Pořadí na startu | Body |
| ------------------------------------------------------------------ | --- | ---------------- | --------------------- | --------- | --------------- | ---------------- | ---- |
| 1                                                                  | 1   | Max Verstappen   | Red Bull Racing-RBPT  | 71        | 1:38:36.729     | 1                | 25   |
| 2                                                                  | 44  | Lewis Hamilton   | Mercedes              | 71        | +15.186         | 3                | 18   |
| 3                                                                  | 11  | Sergio Pérez     | Red Bull Racing-RBPT  | 71        | +18.097         | 4                | 15   |
| 4                                                                  | 63  | George Russell   | Mercedes              | 71        | +49.431         | 2                | 13   |
| 5                                                                  | 55  | Carlos Sainz Jr. | Ferrari               | 71        | +58.123         | 5                | 10   |
| 6                                                                  | 16  | Charles Leclerc  | Ferrari               | 71        | +1:08.774       | 7                | 8    |
| 7                                                                  | 3   | Daniel Ricciardo | McLaren-Mercedes      | 70        | +1 kolo         | 11               | 6    |
| 8                                                                  | 31  | Esteban Ocon     | Alpine-Renault        | 70        | +1 kolo         | 10               | 4    |
| 9                                                                  | 4   | Lando Norris     | McLaren-Mercedes      | 70        | +1 kolo         | 8                | 2    |
| 10                                                                 | 77  | Valtteri Bottas  | Alfa Romeo-Ferrari    | 70        | +1 kolo         | 6                | 1    |
| 11                                                                 | 10  | Pierre Gasly     | AlphaTauri-RBPT       | 70        | +1 kolo         | 14               |      |
| 12                                                                 | 23  | Alexander Albon  | Williams-Mercedes     | 70        | +1 kolo         | 17               |      |
| 13                                                                 | 24  | Čou Kuan-jü      | Alfa Romeo-Ferrari    | 70        | +1 kolo         | 12               |      |
| 14                                                                 | 5   | Sebastian Vettel | Aston Martin-Mercedes | 70        | +1 kolo         | 16               |      |
| 15                                                                 | 18  | Lance Stroll     | Aston Martin-Mercedes | 70        | +1 kolo         | 20               |      |
| 16                                                                 | 47  | Mick Schumacher  | Haas-Ferrari          | 70        | +1 kolo         | 15               |      |
| 17                                                                 | 20  | Kevin Magnussen  | Haas-Ferrari          | 70        | +1 kolo         | 19               |      |
| 18                                                                 | 6   | Nicholas Latifi  | Williams-Mercedes     | 69        | +2 kola         | 18               |      |
| 19                                                                 | 14  | Fernando Alonso  | Alpine-Renault        | 63        | Motor           | 9                |      |
| Ret                                                                | 22  | Júki Cunoda      | AlphaTauri-RBPT       | 50        | Následky nehody | 13               |      |
| Nejrychlejší kolo: George Russell (Mercedes) – 1:20.153 (71. kolo) |     |                  |                       |           |                 |                  |      |
| Zdroj:                                                             |     |                  |                       |           |                 |                  |      |

Poznámky
1. ↑  Včetně bodu za nejrychlejší kolo.
2. ↑  Daniel Ricciardo obdržel penalizaci 10 sekund za kolizi s Cunodou. Jeho konečné umístění ale trest neovlivnil.
3. ↑  Fernando Alonso byl klasifikován, jelikož odjel více než 90 % délky závodu.

## Průběžné pořadí po závodě
|        | Pořadí | Jezdec          | Body |
| ------ | ------ | --------------- | ---- |
|        | 1      | Max Verstappen  | 416  |
| 1      | 2      | Sergio Pérez    | 280  |
| 1      | 3      | Charles Leclerc | 275  |
|        | 4      | George Russell  | 231  |
| 1      | 5      | Lewis Hamilton  | 216  |
| Zdroj: |        |                 |      |

|        | Pořadí | Konstruktér          | Body |
| ------ | ------ | -------------------- | ---- |
|        | 1      | Red Bull Racing-RBPT | 696  |
|        | 2      | Ferrari              | 487  |
|        | 3      | Mercedes             | 447  |
|        | 4      | Alpine-Renault       | 153  |
|        | 5      | McLaren-Mercedes     | 146  |
| Zdroj: |        |                      |      |